# Primarias presidenciales de la Nueva Mayoría de 2013
Las primarias presidenciales de la Nueva Mayoría del año 2013 fue el método de elección del candidato presidencial de Chile de los partidos Demócrata Cristiano, Radical Socialdemócrata, Por la Democracia, Socialista (que formaron la Concertación de Partidos por la Democracia), Movimiento Amplio Social, Izquierda Ciudadana y Comunista, además de los independientes de centroizquierda y de izquierda, agrupados en el pacto Nueva Mayoría, para la elección de 2013. En esa misma fecha el conglomerado tenía planificado realizar también sus primarias parlamentarias en los distritos y/o circunscripciones donde corresponda; sin embargo, el 1 de mayo se decidió que dichas primarias no se llevarían a cabo a nivel oficial.
Fue la primera primaria de la ex Concertación bajo la ley de primarias, aprobada durante 2012, que regula su ejercicio. Además, tuvo como novedad en que ella participaron más de dos candidatos, a diferencia de las anteriores elecciones primarias de la coalición, ya que en ella se enfrentaron —según el orden en el que aparecieron en la papeleta— Michelle Bachelet, José Antonio Gómez, Claudio Orrego y Andrés Velasco.
Michelle Bachelet, quien fuera presidenta de la República entre 2006 y 2010, obtuvo la nominación tras ganar más del 73 % de los votos con el apoyo oficial del Partido Socialista, el Partido por la Democracia, Movimiento Amplio Social, la Izquierda Ciudadana y el Partido Comunista de Chile. En segundo lugar, quedó el independiente Andrés Velasco con cerca del 13 % de los votos. Más abajo quedaron el demócratacristiano Claudio Orrego con el 9 % y el radical José Antonio Gómez con el 5 %.

## Historia y desarrollo

### Antecedentes
La Concertación de Partidos por la Democracia (compuesta por los partidos Demócrata Cristiano, Radical Socialdemócrata, Por la Democracia y Socialista) realizaron procesos de elecciones primarias para definir a su candidato único en las elecciones presidenciales (salvo en la elección de 1989 donde Patricio Aylwin fue elegido por consenso). Por regla general, dos candidatos se disputaron la representación de la coalición en la primaria; un representante del Partido Demócrata Cristiano (PDC), y uno del progresismo (PS-PPD-PRSD). Así, en las elecciones anteriores, los candidatos a primarias fueron:
- Primarias de 1993:
  - Eduardo Frei Ruiz-Tagle: representante del PDC con el 63,32 % de los votos.
  - Ricardo Lagos: del bloque PS-PPD con el 36,68 % de los votos.
- Primarias de 1999:
  - Andrés Zaldívar: personero del PDC que obtuvo el 28,81 % de los sufragios.
  - Ricardo Lagos: del bloque PS-PPD-PRSD con el 71,19 % de los votos.
- Primarias de 2005:
  - Soledad Alvear: PDC, retirada.
  - Michelle Bachelet: del bloque PS-PPD-PRSD, automáticamente proclamada tras el retiro de Alvear.
- Primarias de 2009:
  - Eduardo Frei Ruiz-Tagle: del bloque PDC-PPD-PS con el 64,91 %.
  - José Antonio Gómez: representante del PRSD que obtuvo el 35,09 % de los votos.

Tras las últimas primarias, y la derrota de Eduardo Frei ante Sebastián Piñera que dio paso al primer gobierno de centroderecha desde el retorno a la democracia, surgieron voces para reformar a la Concertación y pensar en un proceso de primarias más amplias para las elecciones de 2013. Por otro lado, la alta popularidad que tuvo Michelle Bachelet al salir del gobierno la colocó como la primera opción para enfrentar las siguientes elecciones presidenciales; pese a su arribo en Nueva York para dirigir ONU Mujeres, Bachelet lideró todas las encuestas, superando en más de 40 puntos a su rival más cercano para las primarias y derrotando en todos los escenarios a los posibles candidatos de derecha en una segunda vuelta. Esta ventaja de Bachelet, quien mantuvo en suspenso sus aspiraciones como candidata, levantó la posibilidad de una nominación directa por parte de los partidos de la Concertación sin necesidad de ir a primarias.

### Primarias del Partido Demócrata Cristiano

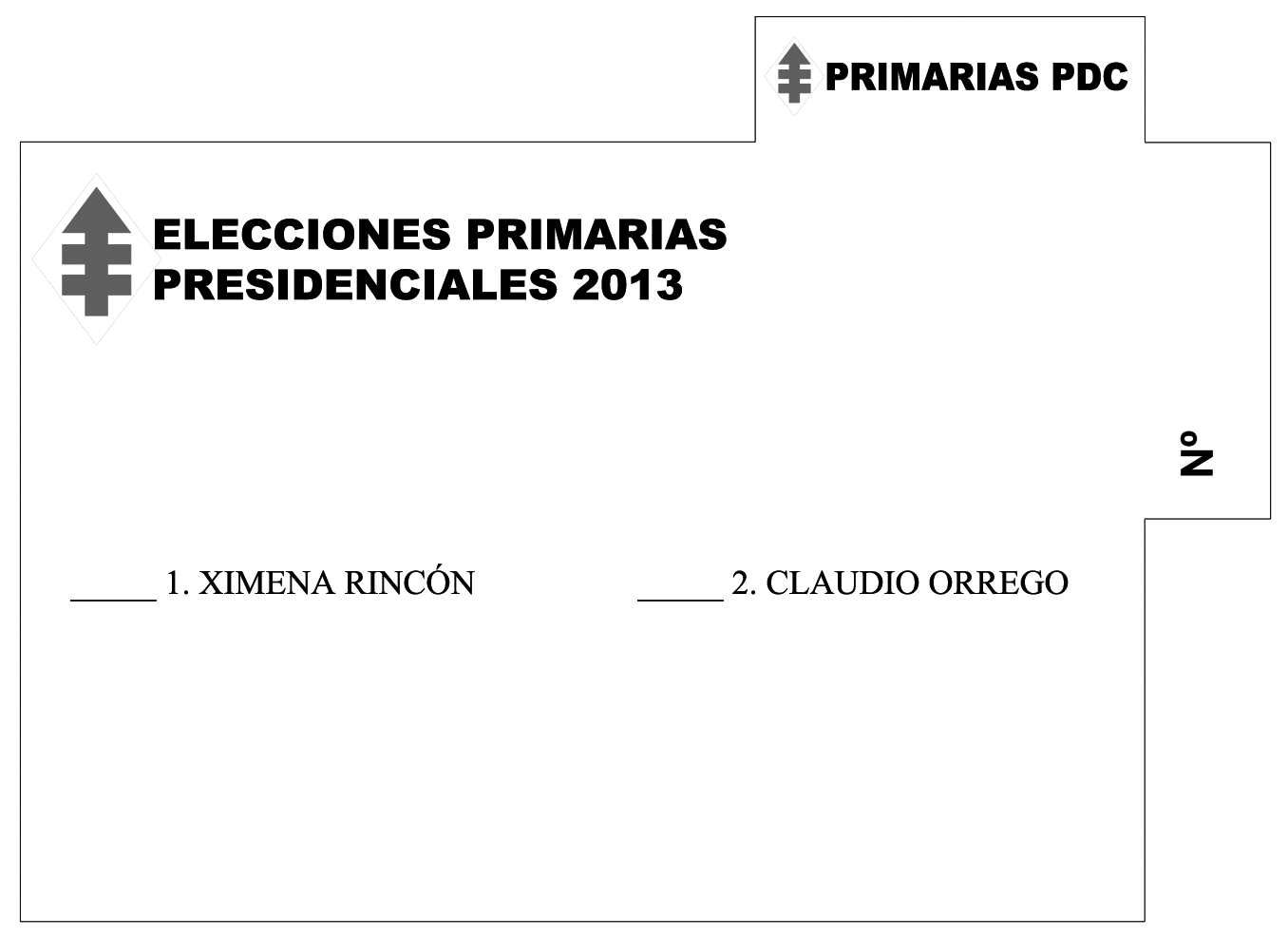
Voto utilizado en las primarias del PDC.

Dentro del Partido Demócrata Cristiano de Chile (PDC), existió debate respecto a la posibilidad de levantar una candidatura propia o plegarse a la potencial candidatura de Michelle Bachelet si esta decidía regresar al país. Finalmente, el partido decidió por la primera opción y dos militantes demostraron su interés por ser el precandidato de la colectividad: la senadora Ximena Rincón, que planteó públicamente dicha intención en diciembre de 2011, la cual oficializó el 16 de noviembre de 2012; y el ese entonces alcalde de Peñalolén, Claudio Orrego el cual decidió postularse a la presidencia de Chile en marzo de 2012.
Frente a tal escenario, el PDC definió en noviembre de 2012 realizar una primaria interna para definir su precandidato a la primaria de la Concertación, la cual se realizó el 19 de enero de 2013. Dicha elección fue abierta, por lo que pudieron votar tanto los militantes del PDC como los ciudadanos que no estuvieran inscritos en otro partido político.
Participaron de la elección 56 263 personas, y los resultados fueron los siguientes:
|  | 59,21 % |

|  | 40,79 % |

### Ampliación del conglomerado

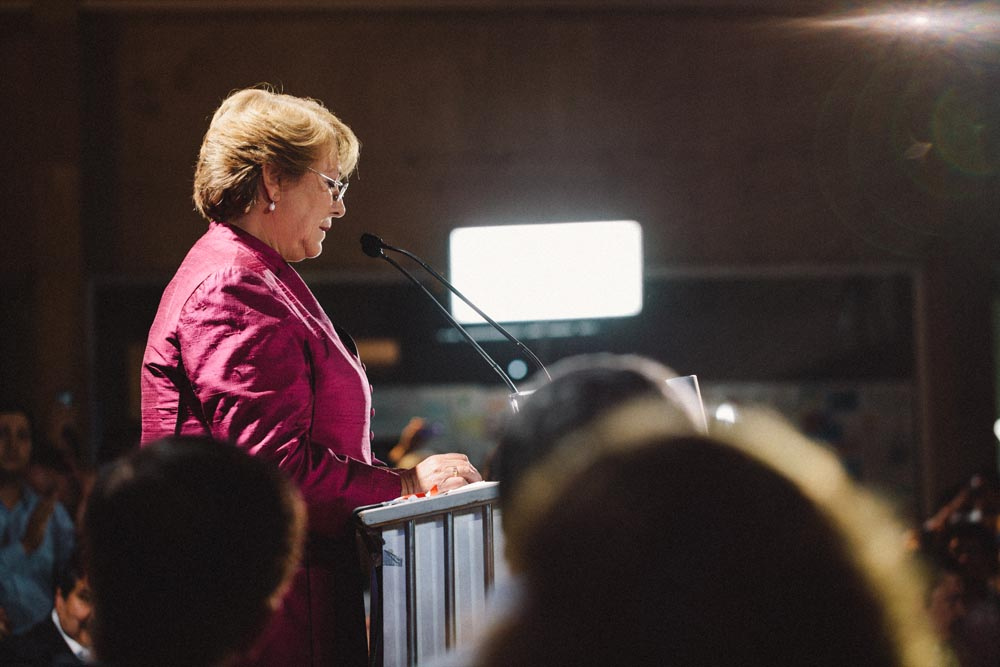
Michelle Bachelet anunciando su candidatura y llamando a la formación de una “nueva mayoría”.

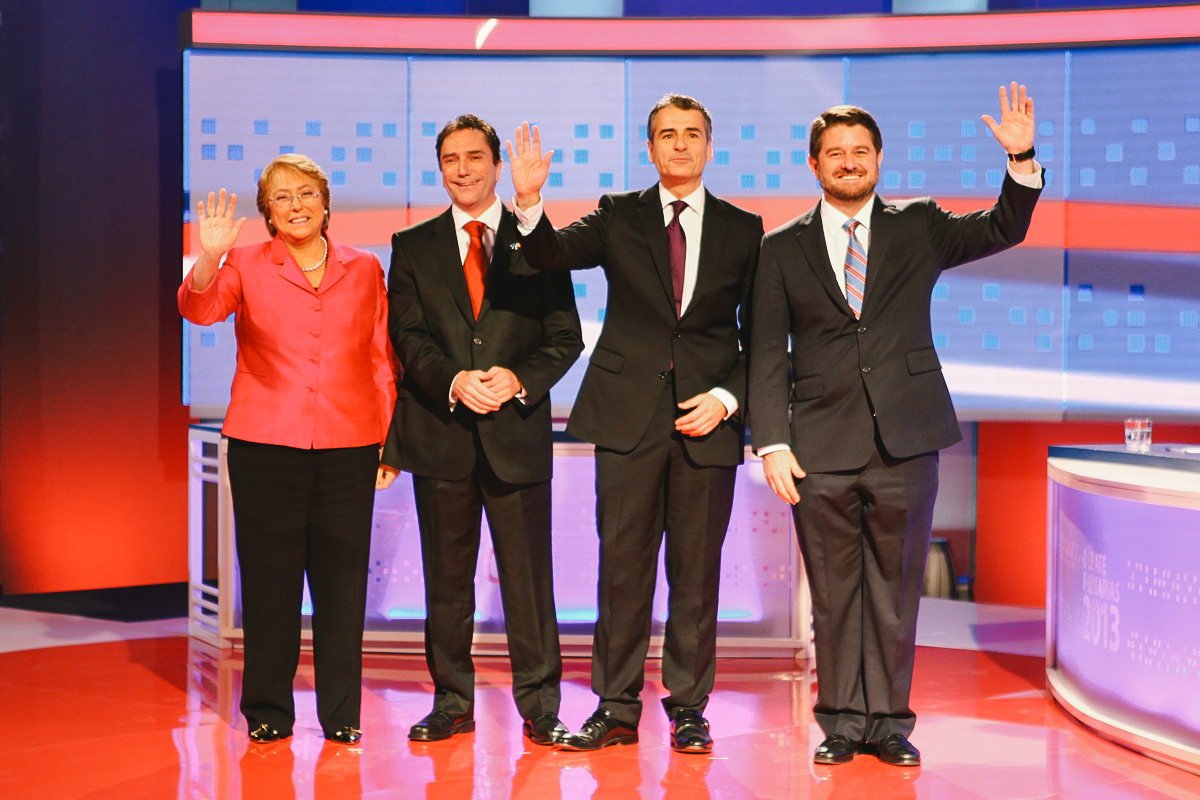
Los cuatro precandidatos inscritos en la primaria en el debate organizado por Canal 13 y CNN Chile: Bachelet, Gómez, Velasco y Orrego (de izquierda a derecha).

En los meses previos a las elecciones municipales de 2012, las posibilidades de reformar la Concertación y ampliarla incluyendo a otros partidos y movimientos de la izquierda y centroizquierda. En septiembre de 2011 surgió la idea de generar una «Convergencia Opositora» que reemplazara la Concertación; sin embargo, esta propuesta no se concretaría. Muchos dirigentes concertacionistas plantearon el agotamiento o muerte de la Concertación como tal.
Aunque ya desde las elecciones municipales de 2008, la Concertación había participado junto al Partido Comunista y otros movimientos en un pacto instrumental para potenciar la elección de candidatos de ambos bloques (y que permitió en las parlamentarias de 2010 al PC obtener sus primeros diputados bajo el sistema binominal), la posibilidad de integrarlos oficialmente en un pacto más amplio comenzó a concretarse durante 2012. El PPD y el PRSD formalizaron la lista Por un Chile justo para la elección de concejales junto al PC, lo que molestó a la dirigencia del PS y el PDC, quienes indicaron incluso el “fin de la Concertación”. Pese a ello, los partidos de la Concertación y el Partido Comunista mantuvieron su pacto para la elección de alcaldes, sumando a otros movimientos y realizando un proceso de elecciones primarias en 143 comunas con el fin de determinar al candidato único del pacto. La importante victoria que obtuvo la oposición al gobierno de Piñera en las elecciones municipales, alcanzando algunas victorias emblemáticas como la de la independiente Josefa Errázuriz en Providencia, potenció la posibilidad de un gran pacto entre los partidos y movimientos de centro e izquierda.
El Partido Radical Socialdemócrata había anunciado ya a mediados de 2012 la elección como precandidato de José Antonio Gómez, presidente de la colectividad. El independiente Andrés Velasco, quien había mencionado su posible candidatura en caso de que no viniera Michelle Bachelet, concretó su precandidatura el 16 de noviembre de 2012 en el marco de las primarias de la Concertación, más allá de lo que hiciera Bachelet. Pese a que se realizaron conversaciones con Marco Enríquez-Ominami (exmilitante del PS, quien obtuvo el 20% de los votos en las elecciones presidenciales de 2009 luego que no lo dejaran participar en las primarias concertacionistas) para integrar al Partido Progresista en las primarias presidenciales y parlamentarias, éste finalmente rechazó la opción y anunció su candidatura directa a la primera vuelta de 2013.
En marzo de 2013, Michelle Bachelet anunció oficialmente su renuncia a ONU Mujeres con el fin de regresar a Chile; en su discurso de regreso, Bachelet mencionó su intención de participar en una “gran primaria” que de paso “para una nueva mayoría, para una nueva política, para un mejor país”. Su candidatura fue inmediatamente apoyada por el Partido Socialista y el Partido Por la Democracia, a la que se sumaron otros movimientos como el Movimiento Amplio Social en los días siguientes.

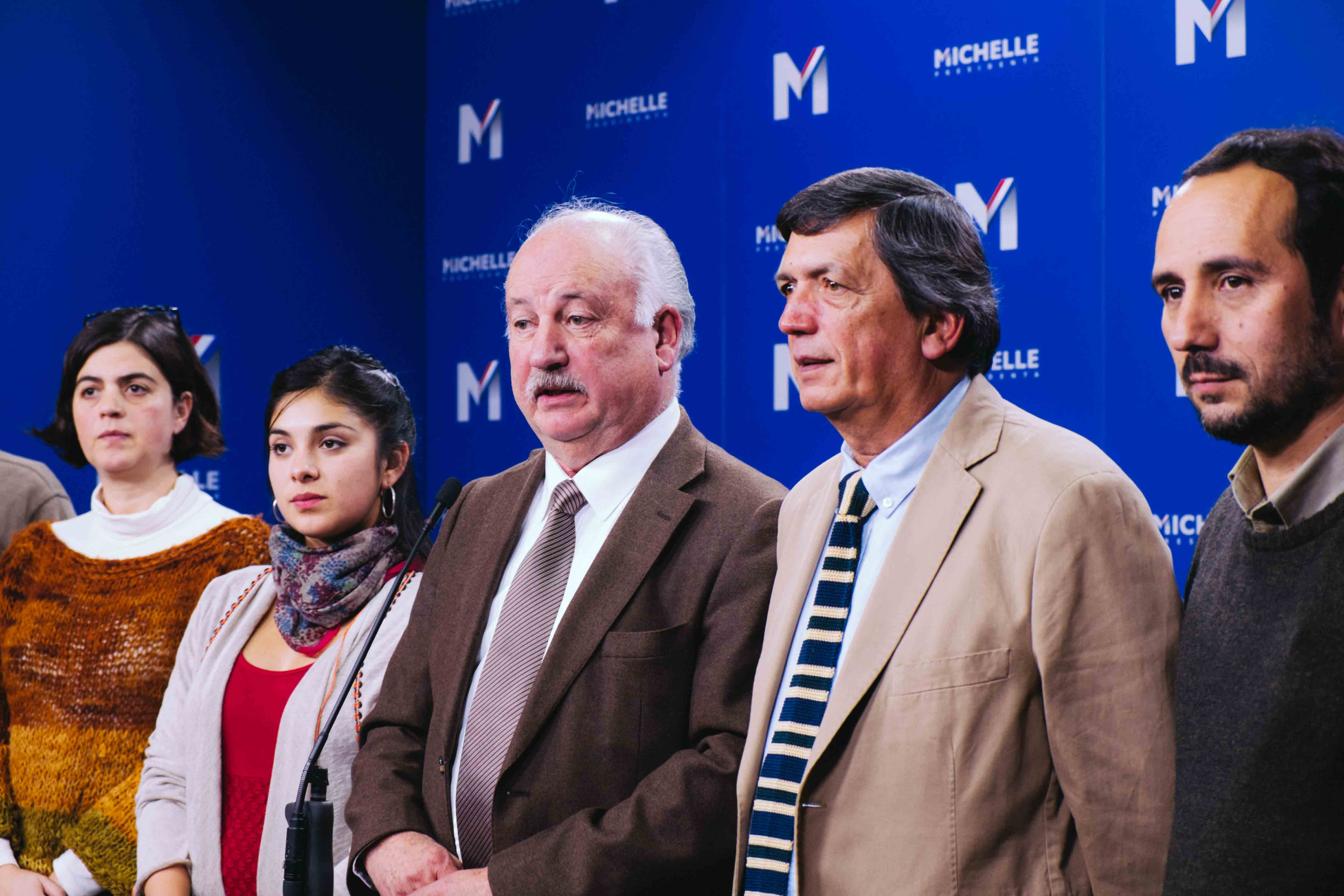
La directiva del Partido Comunista (Guillermo Teillier y Lautaro Carmona en primer plano) anunciando su apoyo a Michelle Bachelet.

En los meses anteriores, el Congreso había debatido proyectos de ley para la realización de primarias oficiales organizadas por el Servicio Electoral, a diferencia de años anteriores donde eran organizadas por los mismos partidos. La ley fue aprobada finalmente, estableciendo el 30 de junio de 2013 como las primeras primarias oficiales en el país, tanto para candidaturas presidenciales como parlamentarias. El 30 de abril, los presidentes de los cuatro partidos de la Concertación más los del Movimiento Amplio Social, la Izquierda Ciudadana y el Partido Comunista de Chile inscribieron ante el Servel los candidatos de las primarias presidenciales en el pacto denominado “Nueva Mayoría”: Michelle Bachelet, José Antonio Gómez, Claudio Orrego y Andrés Velasco. Este nuevo pacto, sin embargo, enfrentó una fuerte crisis días después debido a la imposibilidad de llegar a un acuerdo para inscribir primarias para las elecciones parlamentarias ante el Servel. Aunque los cuatro candidatos manifestaron su rechazo a esta situación, fue Velasco quien criticó más fuertemente a los presidentes de partidos, estudiando incluso la posibilidad de retirarse de las primarias y postularse directamente a la primera vuelta presidencial. Sin embargo, la nueva ley impedía que los candidatos inscritos en una primaria puedan participar en primera vuelta, ante lo cual Velasco aceptó continuar en la elección primaria.
El Partido Comunista, pese a firmar la inscripción de los candidatos de la Nueva Mayoría, no había definido al candidato que apoyaría en las primarias. Tras una larga discusión interna, en las que se analizó el apoyo a Gómez o Bachelet, finalmente el partido decantó su apoyo por esta última.  El apoyo del PC a Bachelet generó diversas críticas, en particular por el rechazo que habían manifestado previamente algunas figuras de las Juventudes Comunistas (como Camila Vallejo) a la figura de Bachelet; además, la posibilidad de que el Partido Comunista integrara por primera vez un gobierno desde 1973, alertó a ciertos sectores moderados de la antigua Concertación.

## Candidatos
| Nombre | Nombre                            | Apoyo político     | Candidatura |
| ------ | --------------------------------- | ------------------ | --- |
|        | Michelle Bachelet Jeria (PS)      | PS PPD MAS PCCh IC | Expresidenta (2006-2010) y exdirectora ejecutiva de ONU Mujeres. A pesar de ser la candidata con más posibilidades dentro de la oposición según numerosas encuestas[cita requerida], Bachelet había declinado pronunciarse sobre una eventual candidatura, y había suspendido toda definición al respecto hasta marzo de 2013. Junto con renunciar a ONU Mujeres, el 15 de marzo de 2013 anunció su regreso a Chile, cuestión que se concretó el 27 de ese mismo mes, día en que anunció su candidatura de manera oficial. Bachelet será apoyada por el Partido Socialista y el Partido Por la Democracia. El 7 de abril Bachelet sumó el apoyo del Movimiento Amplio Social (MAS), que no forma parte de la Concertación, mientras que el Partido Comunista (PCCh) y la Izquierda Ciudadana (IC) hicieron lo mismo el 25 de mayo. Lema de campaña: Yo quiero Chile. |
|        | José Antonio Gómez Urrutia (PRSD) | PRSD               | Senador y presidente del Partido Radical Socialdemócrata (PRSD). En 1996, fue designado subsecretario de Justicia por el presidente Eduardo Frei Ruiz-Tagle, que pronto le ascendió a ministro (1999), siendo confirmado en el cargo por el siguiente mandatario, Ricardo Lagos, en 2000. Fue el primer precandidato de la Concertación oficialmente declarado por algún partido, anunciando su precandidatura el 25 de enero de 2012, y confirmándose esta por el Consejo Nacional del PRSD en junio de ese año. Fue la segunda oportunidad en que Gómez enfrenta unas primarias, ya que compitió en la elección homónima de 2009, donde fue derrotado por Eduardo Frei Ruiz-Tagle. Lema de campaña: Hablemos de verdad. |
|        | Claudio Orrego Larraín (PDC)      | PDC                | Fue biministro de Vivienda y Bienes Nacionales durante el gobierno del socialista Ricardo Lagos y posteriormente alcalde de Peñalolén. En marzo de 2012, anunció públicamente su intención de ser precandidato a la presidencia, por lo cual decidió no repostularse como edil en las elecciones municipales de 2012. Derrotó a la senadora Ximena Rincón González en una primaria abierta (donde participaron más de 50 mil personas) el 19 de enero de 2013, resultando entonces oficialmente el precandidato abanderado por la Democracia Cristiana. Lema de campaña: Chile se atreve. |
|        | Andrés Velasco Brañes (Ind.)      |                    | Economista, fue ministro de Hacienda durante todo el mandato de Michelle Bachelet, entre 2006 y 2010, enfrentando la crisis económica de 2008. Lanzó oficialmente su precandidatura el 16 de noviembre de 2012, sometiéndose al sistema de primarias de la Concertación a pesar de no representar a ningún partido. El 28 de enero de 2013 el movimiento Red Liberal oficializó su apoyo a Velasco, tras vencer en las primarias de dicho grupo, realizadas el 14 de enero del mismo año, aunque sin sumarse oficialmente a la llamada "Nueva Mayoría". Lema de campaña: Allá vamos. |

## Campaña
La campaña de las primarias estuvo marcada por la invitación a participar en las primarias, en el contexto de las primeras realizadas de forma oficial por el Servel y bajo el voto voluntario, que debutó en las elecciones municipales del año previo.
Michelle Bachelet lanzó una campaña enfocada en la ciudadanía, mostrando rostros de personas que mencionaban su programa de gobierno a través de videos y redes sociales, aprovechando además el carisma y cercanía que son considerados sus principales atributos.  Junto al lema “Yo quiero Chile”, Bachelet planteó en diversas oportunidades que ella no había buscado su candidatura, sino que había respondido al llamado de la ciudadanía. Su campaña se orientó en mencionar sus propuestas de redactar una nueva constitución, un sistema de educación superior gratuita y una reforma tributaria que la financie, sin entrar en los detalles que pudieran friccionar a su amplia base de apoyo. También, su campaña solicitó el apoyo de aquellos que participaron en las diversas manifestaciones contra el gobierno de Sebastián Piñera (en especial, la movilización estudiantil de 2011) para convertir sus demandas en realidad.
José Antonio Gómez, en tanto, planteó un énfasis en sus propuestas concretas, alineadas más a la izquierda que el resto de los candidatos, especialmente focalizándose en convocar a una asamblea constituyente o eliminar el sistema de AFPs, en caso de salir electo. Con un presupuesto mucho más ajustado que otros candidatos, Gómez debió apuntar principalmente su campaña a través de redes sociales.
La campaña de Andrés Velasco partió afianzando su participación en éstas luego que hubiera planteado originalmente su participación solo si Bachelet no se presentaba. Para ello, utilizó como primer lema “VOY.”, reforzando su distanciamiento de la expresidenta. Avanzando en la campaña, Velasco se concentró en plantearse como una renovación frente a las malas prácticas de la “vieja política”; la campaña adoptó un discurso más inclusivo, con el nuevo lema “Allá vamos”, y también más vanguardista en línea con las posturas liberales de Velasco. Así, frases como “Salgamos del clóset” o “Abortemos los prejuicios” fueron utilizadas por la campaña del independiente.

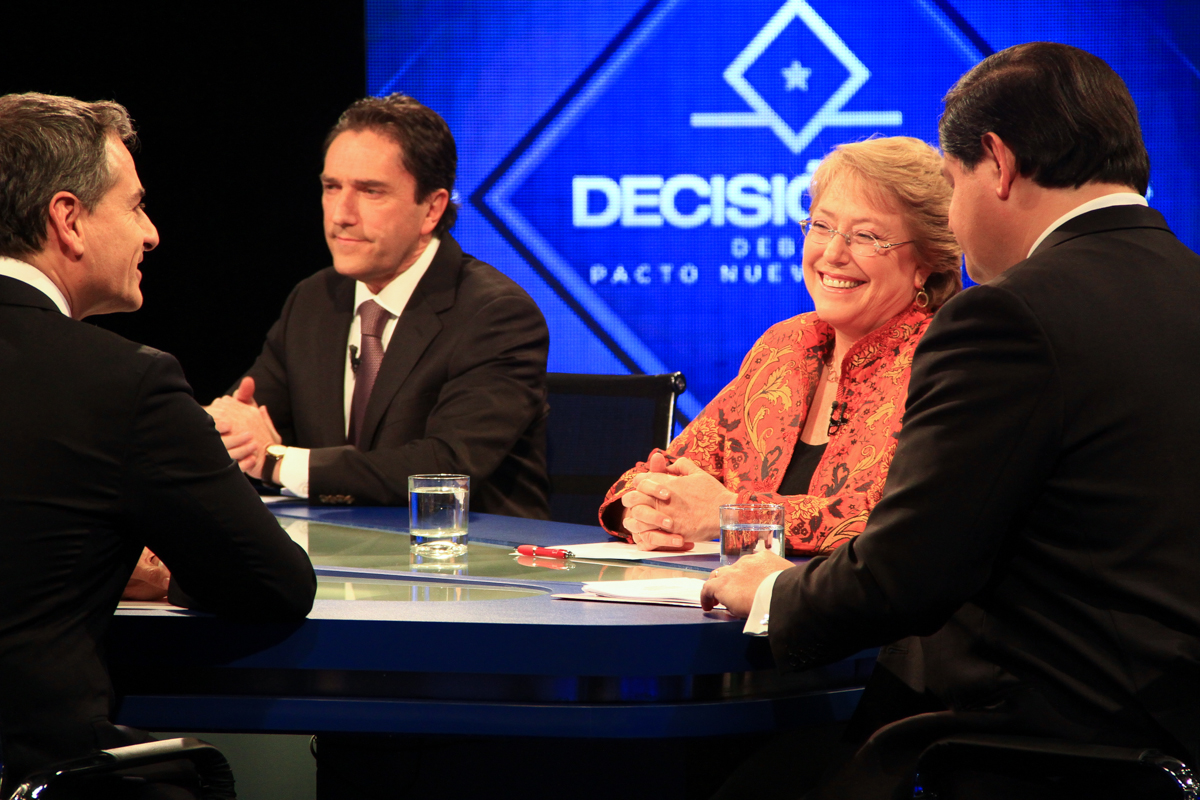
Debate del 23 de junio, realizado en Televisión Nacional de Chile.

Claudio Orrego, conocido principalmente por su rol como alcalde de Peñalolén, debió enfrentar el desafío de posicionarse como estadista. Para ello, la campaña se orientó a mostrarlo como un candidato serio y responsable, utilizando colores oscuros y destacando una O roja. También, apuntó en diversas oportunidades al electorado más centrista y conservador, siendo muy debatida unos afiches con la frase “Creo en Dios, ¿y qué?”, haciendo un paralelo con los otros precandidatos de perfil agnóstico o laico. Junto a su lema de campaña “Chile se atreve”, Orrego también planteó el tema de los abusos y las injusticias como centrales en su campaña, especialmente a través de un video viral donde mostraba la indignación de la ciudadanía.
En las semanas previas a la primaria, se realizaron dos debates televisados en vivo. El primero fue organizado conjuntamente por Canal 13 y CNN Chile, emitido el 10 de junio y fue moderado por los periodistas Daniel Matamala y Montserrat Álvarez. El segundo, fue producido por Televisión Nacional de Chile, se realizó el 23 de junio y fue moderado por Mauricio Bustamante. Si bien en el primer debate los candidatos se dedicaron a defender sus ideas, el segundo debate marcó un fuerte enfrentamiento entre algunos candidatos, especialmente entre Velasco y Orrego, quienes habrían estado apuntando al segmento más centrista del electorado para alcanzar el segundo lugar (ante un esperado triunfo de Bachelet) que posicionara mejor sus aspiraciones futuras.

## Cédulas de votación
El sistema para votar fue “un ciudadano, un voto”, de manera que los votantes no afiliados a partidos políticos podían votar por un solo candidato de entre todos los que se presentan en las primarias presidenciales (tanto de la Nueva Mayoría como de la Alianza). Para ello se le entregó una cédula con todos los candidatos y su voto era válido solo si marcaba una preferencia, tal como si fuera una elección tradicional.
Para los militantes de alguno de los partidos del pacto Nueva Mayoría, el sistema fue el mismo, con la salvedad de que no podían votar por aquellos candidatos de la primaria presidencial de la Alianza. Para ello existió una cédula (denominada "Cédula A") que poseía solo a los cuatro candidatos del pacto.
Ambos tipos de cédula, al igual que la "Cédula B" destinada a los militantes de partidos del pacto Alianza, se depositaban en una urna única y se contabilizaron en conjunto.

## Ideas y programas
| Tema                                                 | Michelle Bachelet | José Antonio Gómez | Claudio Orrego | Andrés Velasco |
| Economía, mercado laboral y energético               | Economía, mercado laboral y energético                                                                                | Economía, mercado laboral y energético                                                                                               | Economía, mercado laboral y energético | Economía, mercado laboral y energético |
| ---------------------------------------------------- | --- | --- | --- | --- |
| Sistema previsional (AFP)                            | Reforma al sistema de pensiones. Crear AFP estatal.                                                                   | No. Retorno al sistema de reparto pero con modificaciones.                                                                           | Reforma al sistema de pensiones. Crear AFP estatal.                                                                                              | Sí. Contrario a AFP estatal. |
| Trabajo                                              | Desconocido | Nuevo Código del Trabajo | Apoyo a las PYMEs. Reforma laboral. Fortalecimiento de los sindicatos.                                                                           | Reforma a la legislación colectiva y sindical. Fortalecimiento de la DIT. Regulación del subcontrato. |
| Reforma tributaria                                   | Sí. Eliminación del FUT. Aumentar 3 puntos de PIB en la recaudación.                                                  | Sí. Eliminación del FUT. Reformar BancoEstado para que sea el "Banco Estatal de Fomento".                                            | Sí. Terminar con los «paraísos fiscales». Reformar legislación respecto de las Patentes Comerciales.                                             | Sí. Aumentar 2 puntos de PIB en la recaudación. |
| Privatización de CODELCO                             | No | No | No | Desconocido |
| Energía                                              | Incentivo económico para desarrollo de energías renovables.                                                           | Nueva política energética. Nueva Ley Eléctrica. Castigo a energías a base de carbón (termoeléctricas). Ley de Eficiencia Energética. | Fortalecer la hidroenergía. Nueva Ley de Impacto Ambiental.                                                                                      | Participación del estado en el desarrollo energético. Plan Nacional Indicativo de Energía. |
| Educación y cultura                                  | | | | |
| Educación pública                                    | Fin al financiamiento compartido en educación primaria y secundaria.                                                  | Fin de administración municipal, reestatizar.                                                                                        | Desconocido | Desconocido |
| Gratuidad educación superior                         | Sí. Gratuidad universal en un plazo de seis años.                                                                     | Sí. Aumentar becas por año hasta llegar a la gratuidad universal.                                                                    | Gratuidad para el 70% de la población con menos recursos.                                                                                        | No. Crédito con garantía estatal. Becas al mérito y a carreras prioritarias y a los quintiles de menores ingresos. Disminución de brecha entre arancel efectivo y el referencial para acceso a fondos públicos. |
| Salud                                                | | | | |
| ISAPRE                                               | Desconocido | Desconocido | No | Desconocido |
| Seguridad ciudadana                                  | | | | |
| Cárceles y carabineros                               | Aumentar número de policías activos.                                                                                  | Restructuración de Carabineros. | Mejorar vínculo entre Carabineros y Ministerio Público.                                                                                          | Desconocido |
| Políticas                                            | Mejorar las competencias del Ministerio Público.                                                                      | Planes de prevención y reinserción, modificación al NCPP, implementación de la «Fiscalía vecinal».                                   | Prevención psicosocial. | Desconocido |
| Legalización de marihuana                            | Desconocido | A favor del autocultivo de cannabis sativa y porte del psicotrópico para uso personal.                                               | Desconocido | Despenalización de porte y autocultivo de cannabis sativa en bajas cantidades. |
| Temas valóricos                                      | | | | |
| Aborto                                               | A favor del aborto terapéutico en «tres causales»: muerte o inviabilidad del feto, peligro para la madre y violación. | A favor del aborto terapéutico. | A favor del aborto terapéutico, no en caso de violación.                                                                                         | A favor del aborto terapéutico. |
| Matrimonio igualitario                               | Sí. Sin postura sobre la adopción homoparental.                                                                       | Sí. A favor de la adopción homoparental.                                                                                             | No. A favor del «Acuerdo de Vida en Pareja» (AVP).                                                                                               | Sí. A favor de la adopción homoparental. |
| Sistema político y relaciones exteriores             | | | | |
| Campañas y partidos políticos                        | Desconocido | Mayor fiscalización. Financiamiento estatal a los partidos.                                                                          | Desconocido | Desconocido |
| Sistema binominal                                    | No | No. Sistema electoral proporcional y congreso unicameral.                                                                            | Reformar sistema binominal, modificándolo o estableciendo un sistema electoral proporcional.                                                     | No. Sistema electoral mixto, combinación de sistema uninominal y proporcional. |
| Votación en el extranjero                            | Sí | Sí | Desconocido | Desconocido |
| Descentralización                                    | Sí. Elección directa de intendentes.                                                                                  | Sí. Mayor autonomía para las regiones.                                                                                               | Desconocido | Sí. Elección directa de intendentes. |
| Nueva Constitución                                   | Sí. No descarta ningún método de redacción.                                                                           | Sí, establecida mediante asamblea constituyente.                                                                                     | Sí, mediante un «gran acuerdo nacional». | Modificar la Constitución, haciendo reformas políticas. |
| Reconocimiento constitucional de pueblos originarios | Desconocido | Sí. Estado plurinacional y una sociedad pluricultural.                                                                               | Sí. Estado plurinacional y aplicación de todos los tratados internacionales firmados por el Estado de Chile sobre derechos de pueblos indígenas. | Sí |

## Resultados

### Nacional

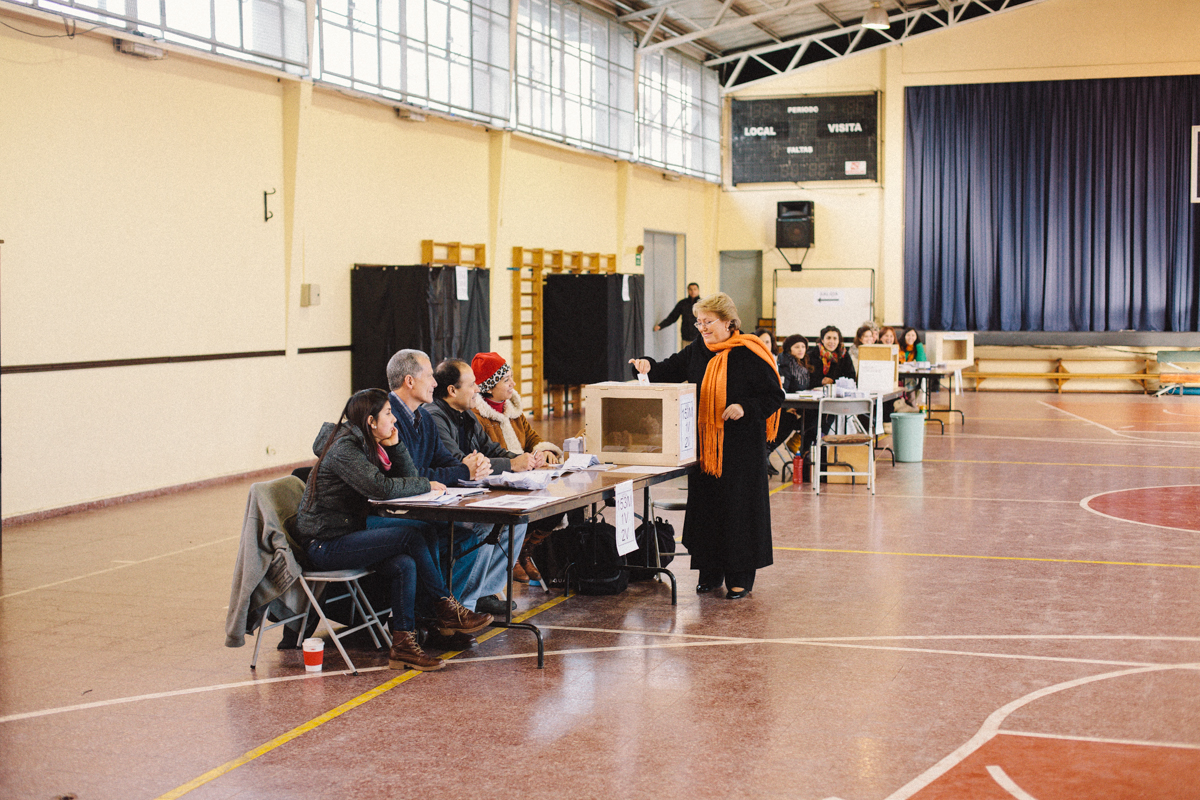
Michelle Bachelet, quien resultó vencedora en la primaria, mientras votaba en un colegio de La Reina, en Santiago.

|  | 73,07 % |

|  | 5,06 % |

|  | 8,86 % |

|  | 13,01 % |

### Por región
| Candidato                                              | Candidato              | Arica y Parinacota | Arica y Parinacota | Tarapacá      | Tarapacá      | Antofagasta | Antofagasta | Atacama | Atacama | Coquimbo   | Coquimbo   |
| ------------------------------------------------------ | ---------------------- | ------------------ | ------------------ | ------------- | ------------- | ----------- | ----------- | ------- | ------- | ---------- | ---------- |
|                                                        | Michelle Bachelet      | 15 868             | 78,29 %            | 14 537        | 72,39 %       | 33 436      | 73,65 %     | 25 151  | 80,87 % | 72 175     | 82,44 %    |
|                                                        | José Antonio Gómez     | 1015               | 5,01 %             | 1689          | 8,41 %        | 1996        | 4,39 %      | 1640    | 5,27 %  | 3561       | 4,06 %     |
|                                                        | Claudio Orrego         | 1472               | 7,26 %             | 1515          | 7,54 %        | 3521        | 7,75 %      | 1665    | 5,35 %  | 4886       | 5,58 %     |
|                                                        | Andrés Velasco         | 1912               | 9,43 %             | 2340          | 11,65 %       | 6441        | 14,18 %     | 2643    | 8,49 %  | 6930       | 7,91 %     |
| Total de votos válidos                                 | Total de votos válidos | 20 253             | 20 253             | 20 081        | 20 081        | 45 394      | 45 394      | 31 099  | 31 099  | 87 552     | 87 552     |
| Candidato                                              | Candidato              | Valparaíso         | Valparaíso         | Metropolitana | Metropolitana | O'Higgins   | O'Higgins   | Maule   | Maule   | Biobío     | Biobío     |
|                                                        | Michelle Bachelet      | 170 241            | 72,99 %            | 587 550       | 65,13 %       | 90 853      | 79,26 %     | 116 758 | 83,20 % | 223 380    | 79,79 %    |
|                                                        | José Antonio Gómez     | 13 356             | 5,72 %             | 52 755        | 5,84 %        | 4651        | 4,05 %      | 4986    | 3,55 %  | 11 463     | 4,09 %     |
|                                                        | Claudio Orrego         | 19 350             | 8,29 %             | 101 442       | 11,24 %       | 7 648       | 6,67 %      | 8 220   | 5,85 %  | 20 003     | 7,14 %     |
|                                                        | Andrés Velasco         | 30 285             | 12,98 %            | 160 298       | 17,78 %       | 11 465      | 10,00 %     | 10 355  | 7,37 %  | 25 160     | 8,96 %     |
| Total de votos válidos                                 | Total de votos válidos | 233 232            | 233 232            | 901 224       | 901 224       | 114 617     | 114 617     | 140 319 | 140 319 | 279 952    | 279 952    |
| Candidato                                              | Candidato              | La Araucanía       | La Araucanía       | Los Ríos      | Los Ríos      | Los Lagos   | Los Lagos   | Aisén   | Aisén   | Magallanes | Magallanes |
|                                                        | Michelle Bachelet      | 80 802             | 80,35 %            | 36 681        | 81,77 %       | 69 691      | 80,46 %     | 9524    | 80,90 % | 16 575     | 78,42 %    |
|                                                        | José Antonio Gómez     | 4238               | 4,21 %             | 2013          | 4,48 %        | 3309        | 3,82 %      | 644     | 5,47 %  | 1 014      | 4,80%      |
|                                                        | Claudio Orrego         | 7636               | 7,59 %             | 2726          | 6,07 %        | 6945        | 8,01 %      | 878     | 7,45 %  | 1643       | 7,77 %     |
|                                                        | Andrés Velasco         | 7881               | 7,84 %             | 3437          | 7,66 %        | 6662        | 7,69 %      | 726     | 6,16 %  | 1903       | 9,00 %     |
| Total de votos válidos                                 | Total de votos válidos | 100 557            | 100 557            | 44 857        | 44 857        | 86 607      | 86 607      | 11 772  | 11 772  | 21 135     | 21 135     |
| Resultados al 99,96 % de las mesas escrutadas (SERVEL) |                        |                    |                    |               |               |             |             |         |         |            |            |